# Тараторіна Світлана Володимирівна
Світла́на Володи́мирівна Тарато́ріна (нар. 25 вересня 1985, Роздольне, Крим, Україна) — українська письменниця, PR-менеджерка, журналістка.

## Життєпис
Світлана Тараторіна народилася та виросла у Криму. Отримала грант на навчання від благодійного фонду «Україна — ХХІ століття» і 2002 року переїхала до Києва. Навчалася у Національному педагогічному університеті імені М. П. Драгоманова на факультеті української філології, закінчила 2006 року з червоним дипломом.
Працювала журналісткою, а також у сфері політичного PR. Статті та огляди Світлани Тараторіної виходили у журналі «ELLE», у інтернет-виданнях «Українська правда», «Главред», DreamKyiv, Gazeta.ua, ЛітАкцент та ін. Була експерткою Українського культурного фонду, членом журі книжкової премії «Еспресо. Вибір читачів», директоркою з комунікацій видавництва Vivat (2022—2023).
Одружена з правознавцем і політиком Леонідом Ємцем.

## Творчість

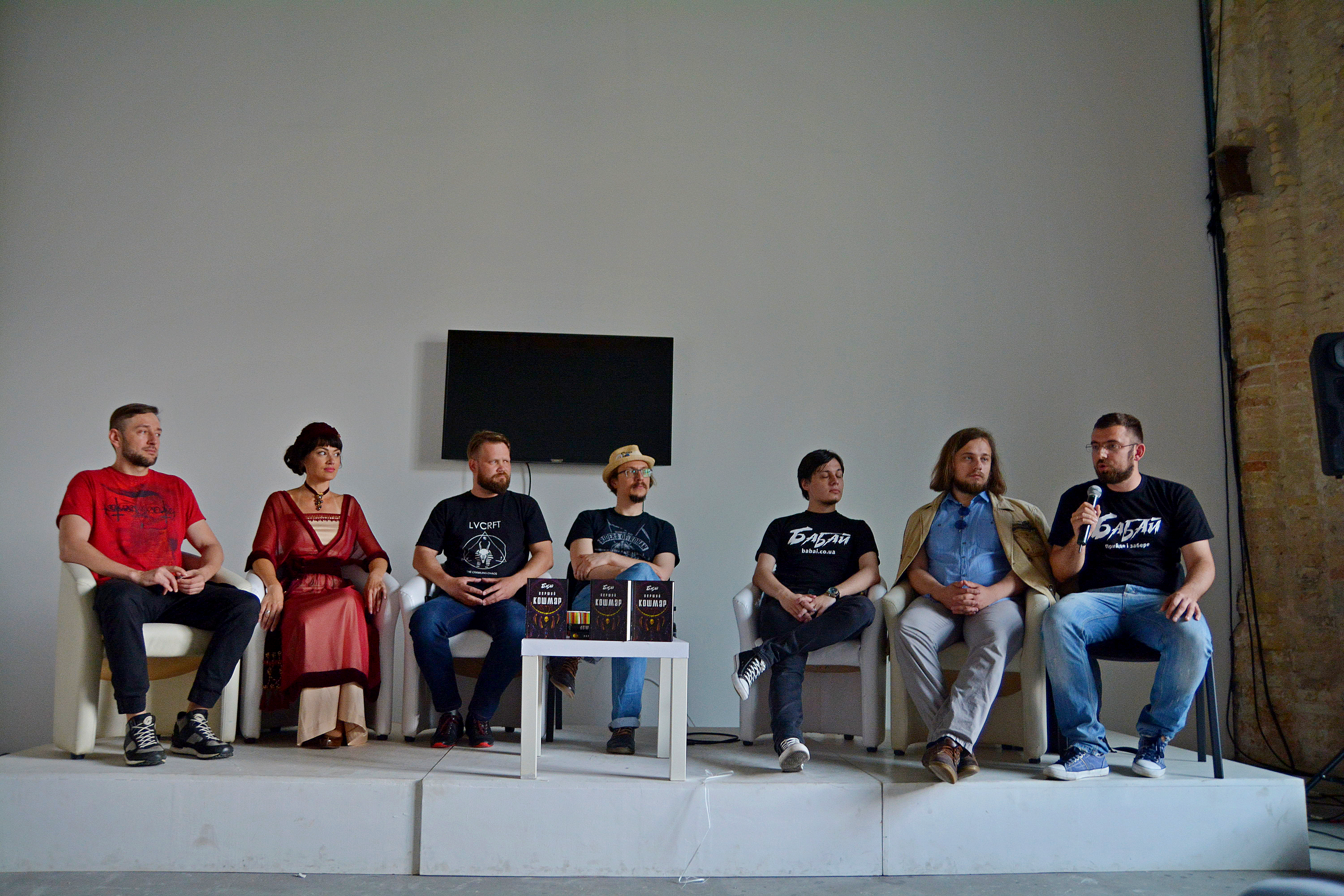
Презентація збірки «Бабай: Перший кошмар» на Книжковому арсеналі у 2019. Зліва направо: Олексій Жупанський, Світлана Тараторіна, Володимир Кузнєцов, Володимир Арєнєв, Євген Лір, Остап Українець, Дімка Ужасний

Перші прозові публікації Світлани Тараторіної з'явилися у газеті «Кримська світлиця», потім друкувалася у журналі «Молода Україна».
Авторка низки оповідань, що входили до міжавторських збірок: альманах «Питання людяності» від літературного об'єднання «Зоряна фортеця» (2017), «Найкраща українська фантастика» (Інфа-Принт, 2018), «Брама» (Віват, 2018), «Це теж зробила вона» (Видавництво, 2018), «Вбивство на вулиці…» (Дім химер, 2019), «Кишеньковий мандруарій» (КМ-Букс, 2019), «Бабай. Перший кошмар» (Бабай, 2019), «Агенція Незалежність» (Навчальна книга — Богдан, 2021), «Хроніки незвіданих земель» (Видавництво Жорж, 2022), «Легендарій дивних міст» (Ранок, 2023), «Змієві вали» (Віват, 2024), «Мотанка» (Віват, 2024), «Бабай. Нічний сеанс» (Видавництво Жупанського, 2024).
У 2018 році рукопис дебютного фантастичного роману письменниці «Лазарус» — міське фентезі з елементами детективу у світі Києва 1913 року — переміг у видавничому конкурсі КМ-Букс, в результаті чого книга вийшла друком. Роман отримав низку нагород та відзнак.
2020 року вийшла друком художня біографія Марії Примаченко для дітей — «Оця Марія звірів малювала». Книга увійшла до довгого списку книжкової премії «Еспресо. Вибір читачів 2020», до коротких списків «Топ БараБуки 2020» і Всеукраїнського рейтингу «Книжка року 2020».
У 2021 за підтримки UNDP, разом з видавництвом «Видавництво», було створено низку соціальних коміксів. В рамках цього проєкту Світлана Тараторіна створила сценарій мальопису «Звуки миру» про підлітків з прифронтових територій на Донбасі. Комікс увійшов до списку рекомендованого читання для підлітків від літературного порталу «Читомо» та до переліку найкращих українських книжок 2021 від Українського ПЕН.
2023 року вийшов друком другий роман письменниці — «Дім солі», сюжет котрого поєднує постапокаліптичний світ, кримськотатарські міфи, історичні події в Україні та Криму на початку XX століття. Книгу перекладено польською та азербайджанською мовами.

### Фантастичні talk(s)
Світлана Тараторіна є співзасновницею українського літературного об'єднання та YouTube-проєкту «Фантастичні talk(s)». Початково у випусках каналу п'ятеро українських письменниць-фантасток (Ірина Грабовська, Світлана Тараторіна, Наталія Матолінець, Дарія Піскозуб, Наталія Довгопол) обговорювали явища фантастики, нові тексти, українських та закордонних авторів жанру тощо.
З березня 2022 року, з початку російського вторгнення в Україну, додатково на каналі почали проводитися благодійні інтерв'ю із зірками світової фантастики з метою збору коштів на потреби українських військових. Серед запрошених гостей були, зокрема, Джеймс С. А. Корі, Ребекка Кван, Пітер Воттс, Джо Аберкромбі, Марісса Маєр, Джонатан Страуд, Патрік Несс, Річард Морґан, Джо Гілл.
Також на каналі була проведена серія лекцій з історії української фантастики. Її відзначено Нагородою Achievement Award 2023 Європейського товариства наукової фантастики за найкращу інтернет-публікацію.

## Нагороди та відзнаки
Світлана Тараторіна є лауреаткою конкурсів фантастичних оповідань — від літературного об'єднання «Зоряна фортеця», журналу «Стос», фестивалю фантастичних оповідань «Брама». Отримала нагороду Chrysalis Award 2019 Європейського товариства наукової фантастики та увійшла до рейтингу 25 найбільш згадуваних у 2018 році письменників
України за версією журналу «Фокус».
Її роман «Лазарус» здобув премію «ЛітАкцент року 2018», спеціальну відзнаку Українського інституту книги, увійшов до довгих списків Літературної премії «Книга року BBC — 2019» та до списку 10 найважливіших книг 2018 року за версією журналу The Village, був названий книгою року за версією фензіну «Світ Фентезі».
Вибрані відзнаки та нагороди:
- 2018 — Премія «ЛітАкцент року 2018» у номінації «Проза» за книгу «Лазарус»[25]
- 2018 — Перемога у номінації «Фентезі року 2018» за версією фензіну «Світ Фентезі» за книгу «Лазарус»[26]
- 2019 — Спеціальна відзнака Українського інституту книги на «BookForum Best Book Award» за книгу «Лазарус»[27]
- 2019 — Нагорода Chrysalis Award 2019 Європейського товариства наукової фантастики за найкращий дебют[28]

### Романи
- 2018 — Лазарус
- 2023 — Дім солі

### Дитяча література
- 2020 — Оця Марія звірів малювала. Художня біографія Марії Примаченко для дітей

### Комікси
- 2021 — Звуки миру

### Оповідання
- Мова Вавілону // Питання людяності. — Інтерсервіс / Зоряна фортеця, 2017. — С. 95-112. — ISBN 978-617-696-627-2.
- Мова Вавилону // Змієві вали. — Віват, 2024. — С. 148-190. — ISBN 978-617-170-194-6.
- Марія Павлова // Це теж зробила вона. — Видавництво, 2018. — С. 18. — ISBN 978-966-978-113-0.
- А чи був хлопчик? // Брама. Багряні ночі. — Харків : Віват, 2018. — С. 473-499. — ISBN 978-966-942-794-6.
- Енцелад // Найкраща українська фантастика — 2018. — Одеса : Інфа-Принт, 2019. — С. 276-280. — ISBN 978-0359-29108-3.
- Персто 2035 // Кишеньковий мандруарій. Подорожі фантастичним транспортом. — КМ-Букс, 2019. — С. 144-161. — ISBN 978-966-948-235-8.
- Гілка Глоду // Вбивство на вулиці…. — Дім Химер, 2019. — С. 6-24. — ISBN 978-966-97870-8-8.
- Кеджангук // Бабай. Перший кошмар. — Бабай, 2019. — С. 205-237. — ISBN 978-617-657-049-3.
- 1995. Справа про викрадення п-резидента // Агенція «Незалежність». — Навчальна книга — Богдан, 2021. — С. 48-58. — ISBN 978-966-10-6644-0.
- Легенда про Хвойку // Форбс. — 2021. — № 10 (травень). Процитовано 12 березня 2023.
- Заради Афродіти і всіх її облич // Хроніки незвіданих земель. — Жорж, 2022. — С. 11-93. — ISBN 978-617-802-332-4.
- Бункер // Легендарій дивних міст. — Ранок, 2023. — С. 247-287. — ISBN 978-617-098-105-9.
- Житія Марії та Ольги. Апокриф нового світу // Мотанка. — Віват, 2024. — С. 261-301. — ISBN 978-617-170-638-5.
- Дім у степу // Бабай. Нічний сеанс. — Видавництво Жупанського, 2024. — С. 98-114. — ISBN 978-617-8336-09-7.

### Видання мовами світу
- Азербайджанською мовою
  - Svetlana Taratorina. Duz ev = Дім солі. — Baki : XAN Nəşriyyatı, 2024. — 574 с.
- Англійською мовою
  - Svitlana Taratorina. Embroidered Worlds: Fantastic Fiction from Ukraine & the Diaspora // Battle of the Gods = Битва богів / Translated by Tetiana Savchynska. — Atthis Arts, 2023. — С. 347-365. — ISBN 978-1-961654-10-5.
- Польською мовою
  - Switłana Taratorina. Język Babilonu // Język Babilonu. Antologia ukraińskiej fantastyki = Мова Вавілону. — Olsztyn : Stalker Books, 2022. — С. 157-206. — ISBN 978-836-722-320-1.
  - Switłana Taratorina. Bunkier = Бункер // Nowa Fantastyka. — 2023. — № 490 (07).
  - Switłana Taratorina. Lazarus = Лазарус / Tłum. Iwona Czapla. — Olsztyn : Stalker Books, 2023. — 550 с. — ISBN 978-836-722-334-8.
  - Switłana Taratorina. Życie Marii i Olgi. Apokryf nowego świata = Житія Марії та Ольги. Апокриф нового світу // Nowa Fantastyka. — 2024. — № 497 (02).
  - Switłana Taratorina. Dom soli = Дім солі / Tłum. Iwona Czapla. — Olsztyn : Stalker Books, 2024. — 746 с. — ISBN 978-836-722-372-0.